# Deirdre Angenent
Deirdre Judith Angenent (Linden, 29 februari 1984) is een Nederlands operazangeres, met zowel sopraan als mezzosopraan vertolkingen (Zwischenfach-stemsoort). Zij zingt tevens solopartijen in oratoria en andere vocale werken.

## Biografie
Deirdre Angenent studeerde in mei 2007 af met een Bachelordiploma in klassieke zang aan ArtEZ Hogeschool voor de Kunsten in Arnhem. Ze trad in 2008 toe tot de Nationale Opera Academie (DNOA) in Den Haag/Amsterdam, onder de artistieke leiding van Alexander Oliver. Hiervoor ontving ze een studiebeurs van de VandenEnde Foundation. In juni 2010 studeerde Deirdre Angenent summa cum laude af aan de DNOA met een Masterdiploma Opera. Gesteund door de prestigieuze Huygens-beurs van het Nederlandse ministerie van Onderwijs, Cultuur en Wetenschap, bleef ze studeren bij Ira Siff in New York (VS). Deirdre Angenent is aangesloten bij het Franse artiesten- en managementbureau Agence Massis Opéra (AMO).

## Vertolkingen
Eerdere vertolkingen door Angenent zijn Waldtaube (Gurre-Lieder, Schönberg), Fenena (Nabucco, Verdi), Sieglinde (Walküre, Wagner) in het Aalto-Musiktheater, Essen (Duitsland), Komponist (Ariadne auf Naxos, Strauss) in Opéra de Lausanne (Zwitserland), Judith (Blauwbaards burcht, Bartók) met de Essener Philharmoniker (Duitsland), Gertrud (Hänsel und Gretel, Humperdinck) in Opéra National de Lorraine, Nancy (Frankrijk), Komponist en Venus (Tannhäuser, Wagner) in Das Meininger Staatstheater, Venus met Bucheon Philharmonic Orchestra in Seoul (Zuid-Korea) en Vitellia (La Clemenza di Tito, Mozart) met het Orkest van de Achttiende Eeuw in Nederland. Verder trad ze op op La Chaise-Dieu Festival met Antwerp Symphony Orchestra (België) (voorheen deFilharmonie Antwerp) in Beethoven's Symfonie nr. 9, in het Concertgebouw Amsterdam met Strauss’ Vier letzte Lieder, en tot slot Judith (Blauwbaards burcht, Bartók) en Dido (Dido en Eaneas, Purcell) tijdens haar studie aan de DNOA.

## Prijzen
In 2012 ontving ze een Wagner Stipendium Bayreuth van de Nederlandse Wagner Vereniging. In 2015 won ze de eerste prijs van Le Grand Prix de l'Opera in Boekarest (Roemenië) en kreeg ze een contract aan het Aalto-Musiktheater in Essen (Duitsland). Dit werd gevolgd door verdere internationale bekendheid toen Deirdre de derde prijs won in zowel de Leyla Gencer-wedstrijd in Istanbul (Turkije), de Elizabeth Connell-prijs in Sydney (Australië) en de Valsesia Musica internationale zangwedstrijd in Varallo (Italië). In 2014 was ze prijswinnaar op het Internationaal Vocalisten Concours 's-Hertogenbosch (IVC) (Nederlandse Operaprijs en twee publieksprijzen)